# Dmîtrivka, Lebedîn
Dmîtrivka (în ucraineană Дмитрівка) este un sat în comuna Hrînțeve din raionul Lebedîn, regiunea Sumî, Ucraina.

## Demografie
Componența lingvistică a localității Dmîtrivka
     Ucraineană (98,48%)
     Rusă (1,52%)
Conform recensământului din 2001, majoritatea populației localității Dmîtrivka era vorbitoare de ucraineană (98,48%), existând în minoritate și vorbitori de rusă (1,52%).